# 烏特庫班巴省

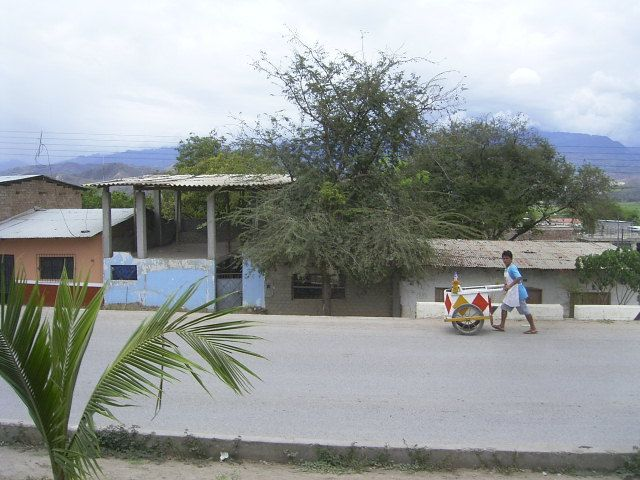

烏特庫班巴省（西班牙語：Provincia de Utcubamba），是秘魯的省份，位於該國北部亞馬遜大區，首府是大巴瓜，建立於1984年5月30日，面積3,859.93平方公里，2005年人口118,367，人口密度每平方公里31人。

## 外部連結
- Utcubamba regional official website

5°45′22″S 78°26′28″W / 5.756°S 78.441°W